# Bowdoin
Bowdoin – miasto w Stanach Zjednoczonych, w stanie Maine, w hrabstwie Sagadahoc.